# Can Guiu (Falset)
Can Guiu és una obra de Falset (Priorat) inclosa a l'Inventari del Patrimoni Arquitectònic de Catalunya.

## Descripció
Edifici de planta quadrangular, bastit de carreu i maçoneria arrebossat i pintat i cobert per teulada. A la façana s'obren dues portes, una d'elles cegada, a la planta baixa, un balcó i una finestra a l'entresòl, dos balcons al primer pis, dues finestres al segon i tres finestres a les golfes. Cal destacar l'ornamentació en forma de fris a la línia d'impostres i la porta dovellada amb la data a la clau.

## Història
La construcció, datada al segle xvii, sembla correspondre a una segona etapa constructiva del carrer de Dalt, amb clares addicions posteriors, com és el cas dels balcons.